# Derrick O'Connor
Derrick O'Connor (Dublino, 3 gennaio 1941 – Santa Barbara, 29 giugno 2018) è stato un attore irlandese.

## Carriera
O'Connor è principalmente noto per aver interpretato Pieter Vorstedt, principale antagonista nel film Arma letale 2, oltre ad aver recitato in tre film diretti da Terry Gilliam, quali Jabberwocky, Brazil e I banditi del tempo. Ha recitato anche in un episodio de I Professionals ed è stato anche membro della Royal Shakespeare Company.
Come lo stesso Gilliam ricorda, O'Connor, nei personaggi da lui interpretati, aveva l'abitudine di tralasciare molti dialoghi che lui doveva recitare per far spazio all'umorismo del personaggio fisico.
Morì di polmonite il 29 giugno 2018 all'età di 77 anni.

## Filmografia

### Cinema
- La pelle di Satana (The Blood on Satan's Claw), regia di Piers Haggard (1971)
- Alfa e omega, il principio della fine (The Final Programme), regia di Robert Fuest (1973)
- Butley, regia di Harold Pinter (1974)
- Flanagan, cortometraggio, regia di Thaddeus O'Sullivan (1974)
- A Pint of Plain, cortometraggio, regia di Derrick O'Connor e Thaddeus O'Sullivan (1975)
- Jabberwocky, regia di Terry Gilliam (1977)
- Sbirri bastardi (Sweeney 2), regia di Tom Clegg (1978)
- On a Paving Stone Mounted, regia di Thaddeus O'Sullivan (1978)
- La spada di Hok (Hawk the Slayer), regia di Terry Marcel (1980)
- I banditi del tempo (Time Bandits), regia di Terry Gilliam (1981)
- Il missionario (The Missionary), regia di Richard Loncraine (1982)
- Brazil, regia di Terry Gilliam (1985)
- Anni '40 (Hope and Glory), regia di John Boorman (1987)
- Arma letale 2 (Lethal Weapon 2), regia di Richard Donner (1989)
- Dealers, regia di Colin Bucksey (1989)
- Gli anni dei ricordi (How to Make an American Quilt), regia di Jocelyn Moorhouse (1995)
- Deep Rising - Presenze dal profondo (Deep Rising), regia di Stephen Sommers (1998)
- Giorni contati - End of Days (End of Days), regia di Peter Hyams (1999)
- Daredevil, regia di Mark Steven Johnson (2003)
- The First Vampire: Don't Fall for the Devil's Illusions, cortometraggio, regia di Jason Todd Ipson (2004)
- Pirati dei Caraibi - La maledizione del forziere fantasma (Pirates of the Caribbean: Dead Man's Chest), regia di Gore Verbinski (2006)
- Unrest, regia di Jason Todd Ipson (2006)
- The Blue Hour, regia di Eric Nazarian (2007)
- Man from Reno, regia di Dave Boyle (2014)
- Pushing Dead, regia di Tom E. Brown (2016)

### Televisione
- The Expert - serie TV, 1 episodio (1969)
- Doomwatch - serie TV, 1 episodio (1970)
- Z Cars - serie TV, 3 episodi (1969-1970)
- Once Upon a Time - serie TV, 1 episodio (1973)
- ITV Saturday Night Theatre - serie TV, 1 episodio (1974)
- Soldier and Me - serie TV, 8 episodi (1974)
- L'ispettore Regan (The Sweeney) - serie TV, 1 episodio (1975)
- Village Hall - serie TV, 1 episodio (1975)
- Forget Me Not - serie TV, 2 episodi (1976)
- Rooms - serie TV, 3 episodi (1977)
- The XYY Man - serie TV, 3 episodi (1977)
- Crown Court - serie TV, 5 episodi (1976-1977)
- Hazell - serie TV, 1 episodio (1978)
- Out - serie TV, 3 episodi (1978)
- The Dick Francis Thriller: The Racing Game - serie TV, 1 episodio (1979)
- Bloody Kids - film TV (1980)
- Fox - serie TV, 13 episodi (1980)
- Play for Today - serie TV, 3 episodi (1975-1981)
- The Bell - serie TV, 4 episodi (1982)
- Play for Tomorrow - serie TV, 1 episodio (1982)
- I professionals (The Professionals) - serie TV, 1 episodio (1982)
- Flying Into the Wind - film TV (1983)
- Pope John Paul II - film TV (1984)
- Knockback - film TV (1984)
- Ispettore Maggie (The Gentle Touch) - serie TV, 2 episodi (1984)
- Screen Two - serie TV, 1 episodio (1986)
- The Fourth Floor - miniserie TV, 3 episodi (1986)
- Robin Hood - serie TV, 1 episodio (1986)
- Stringer - serie TV, 8 episodi (1988)
- Centrepoint - miniserie TV, 3 episodi (1990)
- Screen One - serie TV, 1 episodio (1991)
- Children of the North - serie TV, 2 episodi (1991)
- La signora in giallo (Murder, She Wrote) - serie TV, episodio 8x15 (1992)
- A Question of Guilt - film TV (1993)
- Stark - miniserie TV, 3 episodi (1993)
- Seascape - film TV (1994)
- Ghosts - serie TV, 1 episodio (1995)
- Soul Survivors - film TV (1995)
- Tracey Takes On... - serie TV, 1 episodio (1996)
- Alias - serie TV, 4 episodi (2002)
- The Royal - serie TV, 1 episodio (2004)
- Carnivàle - serie TV, 1 episodio (2005)
- Detective Monk (Monk) - serie TV, episodio 4x13 (2006)
- EXIT Stage Left - serie TV, 2 episodi (2009)
- Trauma - serie TV, 2 episodi (2009)

## Doppiatori italiani
Nelle versioni in italiano delle opere in cui ha recitato, Derrick O'Connor è stato doppiato da:
- Dario Penne in Gli anni dei ricordi, Deep Rising - Presenze dal profondo
- Luciano De Ambrosis ne I banditi del tempo
- Gianni Williams in Brazil
- Sergio Fiorentini in Anni '40
- Carlo Reali in Arma letale 2
- Paolo Buglioni in Dealers
- Ambrogio Colombo in La signora in giallo
- Angelo Nicotra in Giorni contati - End of Days
- Vittorio Di Prima in Alias
- Carlo Sabatini in Daredevil
- Michele Kalamera in Carnivàle
- Oliviero Dinelli in Detective Monk